# Matilda Tone
Pour les articles homonymes, voir Tone.
Matilda Tone (17 juin 1769 - 18 mars 1849) est l'épouse de Theobald Wolfe Tone ; elle a contribué à la préservation et à la publication de ses articles,.

## Biographie

### Jeunesse
Matilda Tone était née Martha Witherington à Dublin le 17 juin 1769. Elle est la fille aînée du marchand William Witherington et de sa femme Catherine (née Fanning). Son père est répertorié comme drapier en laine sur Grafton Street, à Dublin entre 1768 et 1784, comme marchand de vin de 1784 à 1788, et enfin comme marchand de 1788 à 1793. Il a été affirmé que Witherington était lieutenant dans la Royal Navy et siégeait au conseil commun de Dublin à la guilde des marchands de 1777 à 1783. Sa mère est femme de ménage auprès de son père après être devenu veuf. Tone reçu une bonne éducation et s'est intéressée au théâtre et à la littérature tout au long de sa vie. Katherine Wilmot visite Tone à Paris en 1802, et fait des commentaires sur les livres qu'elle avait d'auteurs français, italien et anglais. À 15 ans, elle rencontre Wolfe Tone par le biais de son frère aîné. Il est encore étudiant au Trinity College de Dublin. C'est lui qui la renomme Mathilde. Ils se marient alors qu'elle a seulement 16 ans, le 21 juillet 1785 à St Ann's church, à Dublin, en lune de miel à Maynooth. A leur retour, ils ont vécu avec les Witheringtons, bien qu'ils n'étaient pas en bons termes, puis avec les Tone à Bodenstown, dans le comté de Kildare,.

### Vie de famille
Le premier enfant du couple, Maria, est née avant le mois d'octobre 1786. Elle a été suivie par un fils, Richard, qui a été nommé d'après leur voisin Richard Griffith, qui mourut en bas âge. Matilda est restée avec la famille de son mari alors qu'il étudiait pour le barreau à Londres à partir de 1787 à 1788. Après son retour, le couple a eu deux fils : William Theobald Wolfe Tone né le 29 avril 1791, et Francis Rawdon Tone, né le 23 juin 1793. Francis était connu comme Frank et a été nommé d'après Francis Rawdon-Hastings. William est né à Dublin, et Frank est probablement né à Bodenstown. À ce moment, la famille a un chalet à Bodenstown que Wolfe Tone avait hérité de son oncle Jonathan Tone et nommé en plaisantant Château Boue. Ils y vécurent jusqu'en mai 1795, quand ils l'ont quitté pour Princeton, dans le New Jersey pour des raisons politiques.
Mathilde Tone et les enfants reviennent en Europe pour rejoindre Tone en France 18 mois plus tard. La famille s'installe à Paris, d'abord vivant avec le colonel Henry Shee à Nanterre, puis en périphérie, à Chaillot. Tone élève ses enfants à la maison. Très peu de ses lettres subsistent, à l'exception des nombreuses lettres et journaux intimes de son mari. De ces lettres et des siennes pour son amie Eliza Fletcher, il est clair qu'elle a partagé l'intérêt de son mari pour la politique. À la suite de la mort de son mari en novembre 1798, elle déménage dans un petit appartement, au 51 de la rue Saint-Jacques, dans le Quartier latin de Paris, afin d'être près de son fils William, qui était au lycée Louis-le-Grand. Elle reçoit une pension de 1200 francs pour elle-même et 400 pour chacun de ses enfants après la rupture de la paix d'Amiens, le 18 mai 1803.
Sa fille Maria meurt en avril 1803, puis son fils Frank en 1807, tout le deux de la tuberculose. William présentant des symptômes de la maladie, ils partent pour l'Amérique, en 1807. Là-bas, ils essayent de trier les affaires de son mari, qui avait été confiée à James Reynolds. Ils récupèrent seulement quelques journaux d'avant 1795 et toutes les lettres et journaux intimes d'après 1795, auxquels ils ajoutent l'autobiographie qu'elle avait déjà en sa possession. Lorsque William entre à l'École de Cavalerie de Saint-Germain-en-Laye en novembre 1810 comme cadet, Tone déménage pour être près de lui et vit à l'Hôtel de la Surintendance. Grâce à Napoléon Ier en 1811, qui connaissait Wolfe Tone, elle s'assure que son fils obtienne la citoyenneté française et le statut privilégié d'élève du gouvernement. En janvier 1813, lorsque William commence son service, Tone retourne à Paris pour vivre rue de Lille, puis déménage dans le Quartier latin.
Après la défaite de Napoléon en juin 1815, William s'est vu refusé l'entrée en Irlande ou même pour visiter la Grande-Bretagne. Cela conduit la mère et le fils à retourner en Amérique. Avant de quitter Paris, elle épouse son vieil ami Thomas Wilson, le 19 août 1816. Wilson est un homme d'affaires et avocat écossais qui avait pris soin des affaires financière de Tone après la mort de son mari. Le couple visite l'Écosse et déménage ensuite  à New York en 1817, et enfin à Georgetown, dans le District de Columbia autour de 1820. Elle y vécut jusqu'à sa mort et s'appelait elle-même Matilda Tone-Wilson.

### Fin de vie et publications
Dès 1824, The New Monthly Magazine commence la publication non autorisée d'extraits de l'autobiographie de Wolfe Tone. En réponse, Matilda Tone décide de publier la totalité des documents et écrits de Wolfe Tone, y compris l'autobiographie, les brochures et les journaux intimes, édités par son fils William. Il en résulte deux gros volumes intitulés Life of Theobald Wolfe Tone, publié en mai 1826. Tone ajoute un mémoire de sa propre vie à Paris, après son décès en 1798. Le livre est un best-seller et a assuré l'héritage de Wolfe Tone, ainsi qu'un important document contemporain à la fois sur la politique révolutionnaire en Irlande et en France.
William Tone meurt en 1828, après quoi Matilda vit de façon plus privé. Elle meurt à Georgetown, le 18 mars 1849. Thomas Wilson l'avait précédé en mourant en 1824. À peine deux semaines auparavant, elle a été interviewée par un Young Irelander, Charles Hart. Elle a d'abord été enterrée près de William Tone au cimetière de Marbury à Georgetown. Après que la vente du cimetière, elle est déplacée au cimetière Greenwood à Brooklyn, New York le 31 octobre 1891 par ses arrière-petits-enfants. Un nouveau monument lui est dédié, qui a ensuite été restauré en 1996.